# Hortenlinjen
Hortenlinjen var en norsk jernbane, der gik fra Skoppum til Horten. Den 7 km lange bane var en sidebane til Vestfoldbanen og blev indviet sammen med denne 13. oktober 1881 af kong Oscar 2., idet selve driften dog først begyndte i december 1881. Banen var oprindeligt smalsporet med en sporvidde på 1.067 mm, men den blev ombygget til normalspor med sporvidden 1.435 mm i 1949 og elektrificeret i 1957. Persontrafikken blev indstillet 28. maj 1967, mens godstrafikken ophørte i januar 2002. I 2007 blev det vedtaget at fjerne banen, og at traceen skulle benyttes til vandre- og cykelsti. Demonteringen af banen begyndte i januar 2008. Dele af køreledningsanlægget er overtaget af veteranbanen Thamshavnbanen.
Banens første stationsbygninger i Skoppum, Borre og Horten blev opført i schweizerstil efter tegninger af Balthazar Lange som nogle af dennes sidste arbejder som jernbanearkitekt. Stationsbygningerne i Skoppum og Borre er bevaret, mens den i Horten er revet ned.